# Museu Paleontológico Egidio Feruglio
O Museu paleontológico Egidio Feruglio (MEF) é um centro de exibições e investigação científica localizado na cidade de Trelew, província de Chubut. Nele estão expostos fósseis de fauna e flora da Patagónia. A sua superfície de exibição é de 600 m2.
O MEF é uma das mais importantes instituições científicas da Argentina e é uma referência a nível internacional. Apresenta um robusto programa de pesquisa sobre paleontologia de vertebrados e invertebrados, paleobotânica e icnologia. A instituição conta com um grupo de cientistas e técnicos especializados nas diferentes áreas paleontológicas, que realizam constantes descobertas, aportando novos conhecimentos sobre a evolução da vida. O museu adquiriu o seu nome do naturalista, geólogo e docente italiano Egidio Feruglio, que realizou importantes estudos e investigações na região patagónica.

## Dinossauros em exibição
- Eoraptor
- Herrerasaurus
- Piatnitzkysaurus floresi
- Amargasaurus
- Giganotosaurus
- Epachthosaurus
- Argentinosaurus
- Gasparinisaura
- Carnotaurus
- Titanosaurus
- Abelisaurus
- Tyrannotitan chubutensis

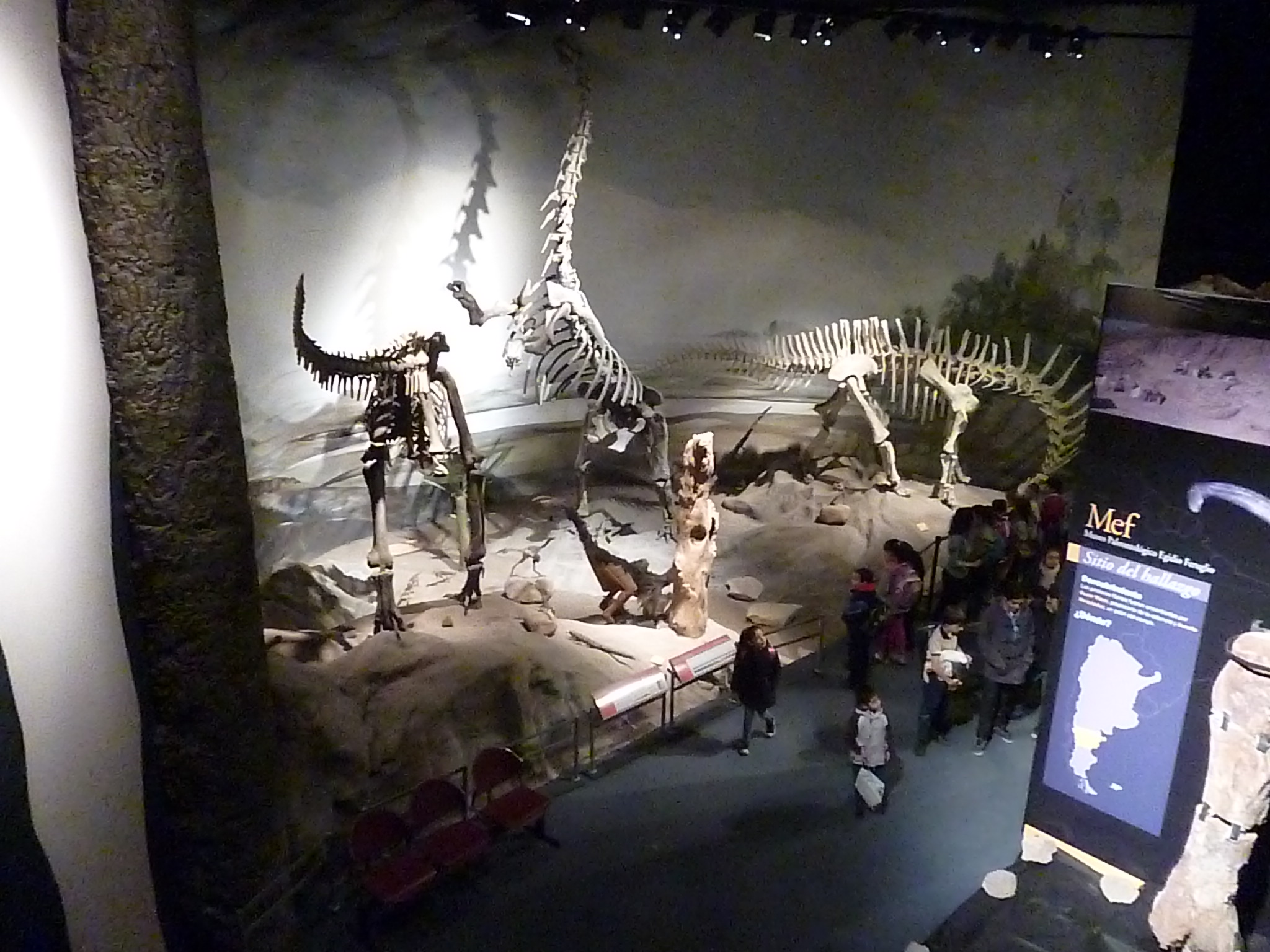
Sala principal

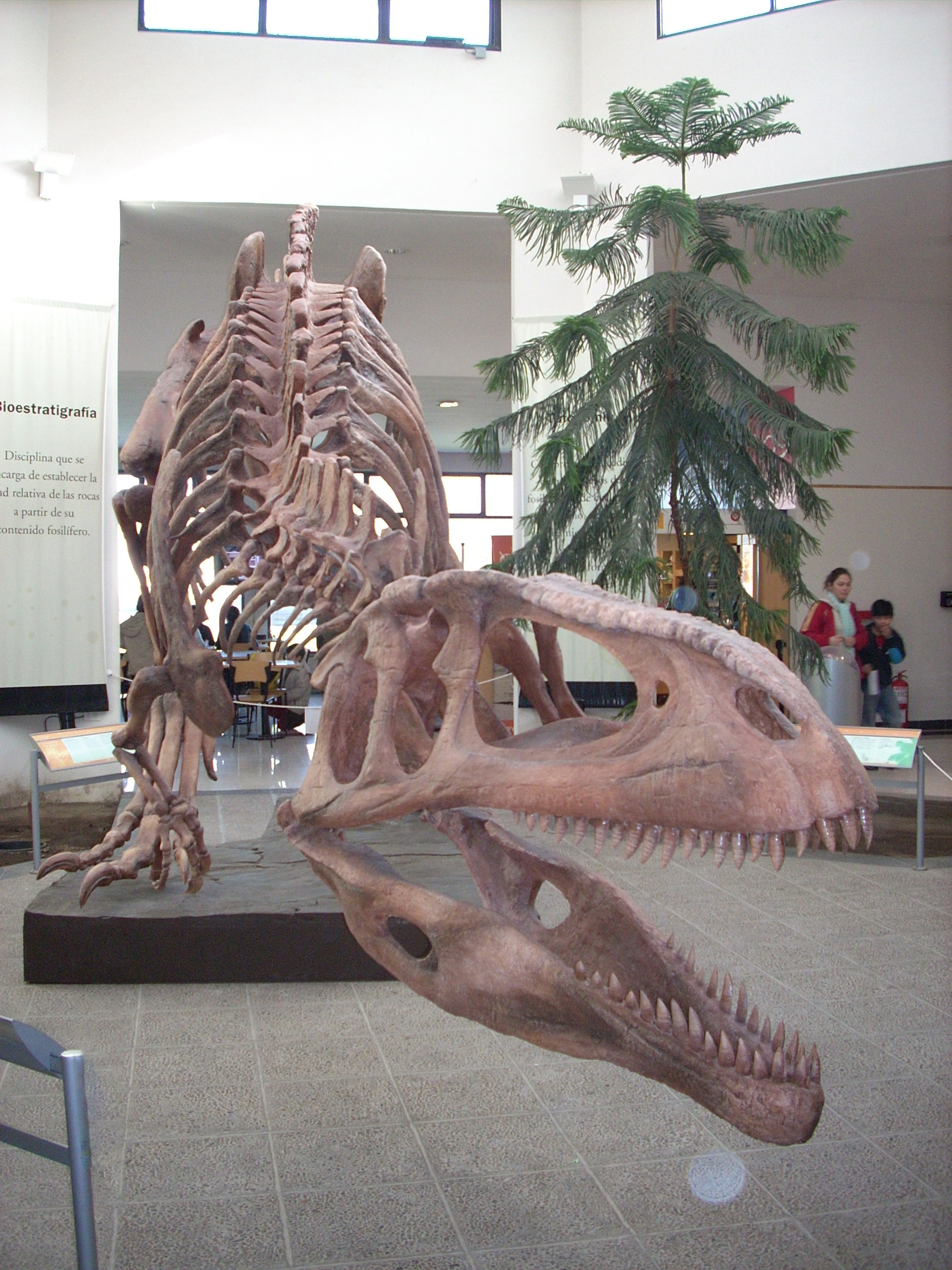
Reconstrucción de um esqueleto de Tyrannotitan exibido no hall do museu.

- Titanosauria gigante del Chubut (desde junho de 2014)[2]